# Unlimited Love
Unlimited Love är det amerikanska rockbandet Red Hot Chili Peppers tolfte studioalbum. Albumet är det första med gitarristen John Frusciante sedan han lämnade bandet för andra gången 2009 och släpptes den 1 april 2022. Albumet är producerat av Rick Rubin som, bortsett från albumet The Getaway, har producerat bandets samtliga album sedan Blood Sugar Sex Magik som gavs ut 1991. Den första singeln från albumet var "Black Summer" och den andra som släpptes den 31 mars 2022 var These are the Ways. Den 6 mars 2022 släpptes även en musikvideo till låten Poster Child.

## Bakgrund
Gitarristen John Frusciante som lämnade bandet för att fokusera på soloprojekt hade under 2019 setts bland annat på basketmatcher tillsammans med basisten Flea. Dock var det oklart huruvida detta var något som skulle komma att påverka situationen i bandet. Under denna period av umgänge mellan de två föreslog Flea att Frusciante skulle spela med bandet igen. Frusciante som mest skapat elektronisk musik sedan han lämnade bandet övervägde om han fortfarande hade vad som krävdes. Han började leka med tanken och testa sig fram vilket föranledde låten Black Summer. Frusciante bestämde sig därefter för att återförenas med bandet vilket medförde att det tio år långa samarbetet med gitarristen Josh Klinghoffer upphörde.

## Produktion
Efter ett samarbete med Danger Mouse på föregående album valde bandet att återigen samarbeta med producenten Rick Rubin. Rubin närvarade när bandet började skriva materialet tillsammans och under dessa sessioner skapade bandet ett 50-tal låtar, vilket var tillräckligt mycket för att bandet redan skulle börja planera ett efterföljande album. Atmosfären i bandet  under produktionen av albumet beskrevs av medlemmarna som hälsosam. Under tidigare album har vissa medlemmar känt sig kvävda av andra men under denna period fanns en bättre balans.

## Turné
I anslutning till albumet kommer en världsturné att arrangeras. Som förband kommer ASAP Rocky, Thundercat, Haim, Beck, Anderson Paak & The Free Nationals, The Strokes, King Princess och St. Vincent att medverka.

## Låtlista
Alla låtar är skrivna och komponerade av Anthony Kiedis, Flea, John Frusciante och Chad Smith. 
| Nr           | Titel                       | Längd |
| ------------ | --------------------------- | ----- |
| 1.           | Black Summer                | 3:52  |
| 2.           | Here Ever After             | 3:50  |
| 3.           | Aquatic Mouth Dance         | 4:20  |
| 4.           | Not the One                 | 4:26  |
| 5.           | Poster Child                | 5:16  |
| 6.           | The Great Apes              | 5:03  |
| 7.           | It's Only Natural           | 5:43  |
| 8.           | She's a Lover               | 3:41  |
| 9.           | These Are the Ways          | 3:56  |
| 10.          | Whatchu Thinkin'            | 3:40  |
| 11.          | Bastards of Light           | 3:38  |
| 12.          | White Braids & Pillow Chair | 3:40  |
| 13.          | One Way Traffic             | 4:10  |
| 14.          | Veronica                    | 4:28  |
| 15.          | Let 'Em Cry                 | 4:23  |
| 16.          | The Heavy Wing              | 5:31  |
| 17.          | Tangelo                     | 3:27  |
| Total längd: | Total längd:                | 73:04 |

## Mottagande
Reaktionerna hos kritiker var generellt blandade. Tidningen The Guardian gav albumet 2 av 5 i betyg och kritiserade bland annat sångmelodierna liksom texterna. Tidningen The Times gav också albumet 2 av 5 och menade att det inte lyckas beröra lyssnaren. Likaså gav The Independent albumet 2 av 5 och menade att "bandets batterier tagit slut". Rolling Stone å andra sidan gav albumet 4 av 5 och menade att albumet var en uppskattad flirt med deras tidigare kritikerrosade album Californication och By the way. Likaså gav NME albumet 4 av 5 med liknande motivering som Rolling Stone. På Metacritic fick albumet totalt 72 av 100.

## Medverkande
Bandmedlemmar och låtskrivare
- Anthony Kiedis – sång
- Flea – bas och bakgrundssång
- John Frusciante – gitarr, bakgrundssång, keyboard
- Chad Smith – trummor och tamburin

Andra medverkande musiker
- Matt Rollings – piano

Produktion
- Rick Rubin – producent
- Ryan Hewitt – mixare
- Bernie Grundman – mastering
- Gage Freeman – samordning, produktion
- Chris Warren – tekniker
- Lawrence Malchose – studiotekniker
- Charlie Bolois – studiotekniker
- Henry Trejo – studiotekniker